# Holger Afflerbach
Holger Afflerbach (ur. 1960 w Düsseldorfie) – niemiecki historyk.
Ukończył historię na Heinrich-Heine-Universität Düsseldorf. Stopień doktora uzyskał na tej samej uczelni w 1990 na podstawie pracy poświęconej Erichowi von Falkenhaynowi. Jako stypendysta Fundacji Humboldta studiował w Wiedniu w latach 1996–1998. Habilitował się w 1999 na Heinrich-Heine-Universität. Następnie wykładał na tej uczelni w latach 1999–2002, później na Emory University w Atlancie w latach 2002–2006, następnie na University of Leeds od 2006.